# 非洲地松鼠亞科

非洲地松鼠亚科（Xerinae）是松鼠科（Sciuridae）的一个亚科，包括三个族：非洲地松鼠族（Xerini）、非洲树松鼠族（Protoxerini）和旱獭族（Marmotini）。非洲地松鼠族除长爪地松鼠（Spermophilopsis leptodactylus）分布在中亚外，其余类群分布于非洲的北部或南部开阔生境。非洲地松鼠族共30个种，全部分布在非洲中部的森林。旱獭族广泛分布于欧亚大陆和北美大陆。

## 分类
- 非洲地松鼠族 Xerini
Atlantoxerus
Euxerus
Geosciurus
Spermophilopsis
非洲地松鼠属 Xerus
- 非洲巨松鼠族 Protoxerini
非洲棕榈松鼠属 Epixerus
非洲松鼠属 Funisciurus
太阳松鼠属 Heliosciurus
非洲小松鼠属 Myosciurus
非洲条纹松鼠属 Paraxerus
非洲巨松鼠属 Protoxerus
- 地松鼠族 Marmotini
羚松鼠属 Ammospermophilus
Callospermophilus
草原犬鼠 Cynomys
花鼠属 Eutamias
Ictidomys
旱獺屬 Marmota
Marmota
Neotamias
Notocitellus
Otospermophilus
Poliocitellus
岩松鼠屬 Sciurotamias
黃鼠屬 Spermophilus
花栗鼠属 Tamias
Urocitellus
旱地黄鼠属 Xerospermophilus